# Vincenzo Guarna
Vincenzo Guarna (Caisole, 25 novembre 1934 – Imola, 3 dicembre 2005) è stato uno scrittore italiano, e studioso di Eugenio Montale.

## Biografia
Studioso di Montale e autore di un saggio pubblicato in "Misure critiche", laureatosi con la lode in Lettere Classiche nell'anno accademico 1957-58, fu professore di Lettere negli Istituti Superiori e quindi Preside per un lungo ordine di anni in Calabria, sua terra d'origine, Satriano (CZ). Accompagnò l'insegnamento, di grande efficacia didattica e straordinariamente affascinante, e l'esercizio di Capo d'Istituto colla coltivazione discontinua della scrittura poetica e saggistica, come documentano alcuni scritti pubblicati che ha lasciato come la Poesia "Elegia al padre" pubblicata la prima volta in "Galleria" con nota critica di Antonio Barbuto, già Professore all'Università la Sapienza di Roma - facoltà di lettere. Quest'ultima poesia ricevette l'elogio di Sebastiano Timpanaro a cui lo stesso Barbuto la inviò che gli scrisse: "Io ho scarse letture di poesie contemporanea, e spesso non riesco a capire e ad apprezzare. Ma questa volta credo di aver capito tutto e sono rimasto ammirato: molto raramente, mi sembra, ho letto versi di questa rappresentazione, commossa e lucida e al tempo stesso di un dramma individuale che è insieme il dramma di una società. Tutto questo lei lo dice molto meglio di me nella Sua premessa critica: Le spetta il merito di avere scoperto un poeta vero e alto. Se ha occasione di vedere Vincenzo Guarna, vorrei che gli esprimesse la mia sincera ammirazione".
Una raccolta di scritti di Guarna è stata pubblicata dopo la sua morte con il titolo "Visse per ischerzo": titolo suggerito dalla poesia Epigrafe scritta da Guarna e pubblicata in "Tre istorie", nonché affissa sulla sua lapide in cui l'autore scrive:
Scrivete sulla mia tomba: Visse/
per ischerzo". Il mio/
inferno/
in questa epigrafe. Perché/
i giorni tramarono vicende/
e io in quelle vicende,/
senza convinzione./
Ho sofferto, ho lottato/
senza convinzione: anima/
divisa, inerte/
volontà. E vissi/
per ischerzo e oggi/
nulla/
è veramente mio. Un muro/
sotto la luna, il tedio/
dei ricordi, questo/ 
vuoto disagio/

## Opere
- "Tre Istorie" con una premessa critica di Antonio Barbuto, in Galleria XVII, n. 1-2 gennaio-aprile 1967 (galleria curata da Mario Petrucciani e stampata dall'editore Sciascia)
- "Elegia al padre", in Galleria XXI, n. 6, nov-dicembre 1971 (galleria curata da Mario Petrucciani e stampata dall'editore Sciascia)
- "Fenomeno Pecci", ovvero gli ammonitori in "News dall'Osservatorio", n. 5 sett. 2004
- "Il terzo tempo dell'itinerario poetico di Eugenio Montale, in "Misure critiche" - Anno VII, Fascicolo 22, Genn.Marzo 1977
- "Visse per ischerzo", raccolta scritti pubblicati dall'Amministrazione Comunale di Satriano nel 2008

## Citazioni in riviste letterarie
- "Studi e problemi di critica testuale" Di Cassa di risparmio in Bologna" - Pubblicato da Arti grafiche Tamari, 1978
- "Le parole di Montale: Glossario del lessico poetico" Di Antonio Barbuto - Pubblicato da Bulzoni, 1973

## Curiosità
- Sono molto note negli ambienti scolastici in cui fu Preside, le circolari di Vincenzo Guarna, per lo stile letterario con cui venivano redatte dall'autore.
- Di Vincenzo Guarna si parla anche come autore di un testo teatrale il cui canovaccio risulta disperso.